# Капніст Семен Васильович
Семен Васильович Капніст (1791—1843) — член Союзу благоденства. Чиновник особливих доручень при новоросійському генерал-губернаторові. Брат Капніста Олексія Васильовича.

## Біографія
У службу вступив до комісії прохань у 1814 році, секретар Патріотичного товариства, вступив до Державної канцелярії — 1818 року, чиновник особливих доручень при новоросійському генерал-губернаторові з 1824 року.
Отримав диплом Харківського університету.
Член Союзу благоденства. Височайше наказано залишити без уваги. Кременчуцький повітовий предводитель дворянства (1829—1838), директор училищ Полтавської губернії — 1838 рік.
Дружина (з 1823 року) — Олена Іванівна Муравйова-Апостол (сестра декабристів Муравйових-Апостолів: Матвія, Сергія та Іполита).